# Lampung Nyo jezik
Lampung Nyo jezik (abung; ISO 639-3: abl), jedan od tri jezika skupine lampung, kojim govori oko 700 000 ljudi (2000) na južnoj Sumatri, Indonezija. Nekada je klasificiran užoj, sada nepriznatoj skupini abung, koja je obuhvaćala uz njega još dva jezika koji su izgubili status.
Do 14. siječnja 2008. nazivan je imenom abung, nakon čega je preimenovan u lampung nyo. Ima nekoliko dijalekata: jabung, menggala (sjeveroistočni lampung), kota bumi (sjeverozapadni lampung).

## Vanjske poveznice
- Ethnologue (14th)
- Ethnologue (15th)